# Herzeleid
Herzeleid (Duits voor "hartzeer, hartenpijn") is het debuutalbum van de Duitse Tanzmetall-band Rammstein. Het werd in 1995 uitgebracht.
De band, evenals het gelijknamige nummer op de cd, heeft zijn naam onder meer te danken aan het vliegtuigongeluk op Ramstein Air Base, waar het Italiaanse Stuntvliegteam "Frecce Tricolore" de zogenaamde "Piercing Heart" -manoeuvre verkeerd uitvoerden waarbij 64 mensen om het leven kwamen. Daarnaast heeft het feit dat enkele bandleden relatieproblemen hadden meegespeeld in het kiezen van de titel.
De hoes van het album kreeg in veel kranten kritiek en claimden dat ze zich voordeden als Ariërs. Rammstein was ontsteld door deze aantijgingen, die ze als ongerechtvaardigd afwezen.

## Nummers
1. "Wollt ihr das Bett in Flammen sehen?" - 5:17
2. "Der Meister" - 4:08
3. "Weißes Fleisch" - 3:35
4. "Asche zu Asche" - 3:51
5. "Seemann" - 4:48
6. "Du Riechst so Gut" - 4:49
7. "Das Alte Leid" - 5:44
8. "Heirate Mich' - 4:44
9. "Herzeleid" - 3:41
10. "Laichzeit" - 4:20
11. "Rammstein" - 4:25

## Singles
1. "Du riechst so gut" - 1995
2. "Seemann" - 1996
3. "Asche zu Asche" - 2001 - Alleen uitgekomen in Australië